# Тракия (село)
Вижте пояснителната страница за други значения на Тракия.
Тракия е село в Южна България. То се намира в община Опан, област Стара Загора.

## Културни и природни забележителности
Интересна е минералната вода в южния край на селото.
Изворът, известен като „Сондата“ се е появил там след голямото земетресение в Чирпан от 1928 г. и на мястото е изградена чешма, която и до днес е много посещаемо място. Хора от с. Тракия, съседните села или пътуващи в посока Димитровград или Стара Загора спират, за да пълнят и пият от минералната вода.

## Редовни събития
Празника на селото е Спасов ден – Възнесение Господне.

## Личности
- Жеко Христов (р. 1936), поет
- Вълчо Иванов (р. 1947), народен певец
- Танко Танев (р. 1961), футболист от шампионския отбор на Берое